# 에리크 아비달
에리크 실벵 아비달(프랑스어: Éric Sylvain Abidal, 1979년 9월 11일 ~ )은 프랑스의 전 축구 선수로, 포지션은 수비수이다.

## 클럽 경력
2012년, 아비달은 간암 때문에 1년 간 투병 생활을 했으나 이를 이겨내고 다시 그라운드로 복귀하여 팀에 공헌하였지만, 시즌 후 FC 바르셀로나에서는 그를 방출했다.
2013년 7월 8일에 아비달은 AS 모나코로 이적했다.
AS 모나코에서 한 시즌을 보낸 그는 2014년 7월 6일에 올림피아코스 FC로 이적하였다. 사실 아비달은 며칠 전까지만 해도 재계약을 맺었다. 아비달이 AS 모나코를 떠난 이유는 그가 FC 바르셀로나에서 뛰었을 당시 빅토르 발데스가 AS 모나코로 이적하려 했으나 클럽측에서 이를 거부하여 아비달은 이에 실망하여 팀을 떠났다.
2014 시즌을 끝으로 현역에서 은퇴했다.

## 국가대표팀 경력
2004년에 국가대표팀에 발탁됐고, 2006년 FIFA 월드컵 명단에 포함되면서 팀의 결승 진출을 이끌었다.
그는 이탈리아와의 결승전 승부차기에서 팀의 세 번째 키커로 나서서 성공했지만 팀은 준우승에 머물렀다.
이후, 2010년 FIFA 월드컵에도 출전했으나 4년 전과 달리 그가 보여준 모습은 형편 없었다.
대표팀은 멕시코와의 조별리그 2차전에서 2대 0으로 패했는데, 그는 모든 실점의 원인을 제공했다.
첫 번째는 상대 공격수 하비에르 에르난데스의 오프사이드를 유도하다가 팀의 골키퍼와 1대 1로 맞서는 기회를 내줬고, 두 번째는 상대 선수인 파블로 바레라에 반칙을 범하면서 페널티킥을 내줬다.
키커로 나선 콰우테모크 블랑코는 침착하게 성공하면서 추가골을 넣었고, 프랑스는 2대 0으로 패했다.